# Lijst van voetbalinterlands Canada - Frankrijk
Deze lijst van voetbalinterlands is een overzicht van alle officiële voetbalwedstrijden tussen de nationale teams van Canada en Frankrijk. De landen speelden tot op heden twee keer tegen elkaar. De eerste ontmoeting, een groepswedstrijd bij het Wereldkampioenschap voetbal 1986, werd gespeeld op 1 juni 1986 in León (Mexico). Het laatste duel, een vriendschappelijke wedstrijd, vond plaats in Bordeaux op 9 juni 2024.

## Wedstrijden
| № | Plaats   | Datum       | Competitie        | Wedstrijd          | Uitslag |
| - | -------- | ----------- | ----------------- | ------------------ | ------- |
| 1 | León     | 1 juni 1986 | WK 1986           | Canada – Frankrijk | 0 – 1   |
| 2 | Bordeaux | 9 juni 2024 | Vriendschappelijk | Frankrijk − Canada | 0 − 0   |

## Samenvatting
| Competitie        | Totaal gespeeld | Winst Canada | Gelijk | Winst Frankrijk | Doelsaldo Canada – Frankrijk |
| ----------------- | --------------- | ------------ | ------ | --------------- | ---------------------------- |
| WK-eindronde      | 1               | 0            | 0      | 1               | 0 − 1                        |
| Vriendschappelijk | 1               | 0            | 1      | 0               | 0 − 0                        |
| Totaal            | 2               | 0            | 1      | 1               | 0 − 1                        |

Wedstrijden bepaald door strafschoppen worden, in lijn met de FIFA, als een gelijkspel gerekend.

## Details

### Eerste ontmoeting
De eerste ontmoeting tussen Canada en Frankrijk vond plaats op 1 juni 1986. Het duel was voor beide landen de eerste groepswedstrijd in Groep C bij het Wereldkampioenschap voetbal 1986 in Mexico. De wedstrijd, gespeeld in het Estadio Nou Camp in León en bijgewoond door 35.748 toeschouwers, stond onder leiding van scheidsrechter Hernán Silva uit Chili. Hij werd geassisteerd door grensrechters Berny Ulloa (Costa Rica) en Rómulo Méndez (Guatemala). Silva deelde geen enkele kaart uit. Het aanvangstijdstip was 16:00 uur lokale tijd.
| Frankrijk | 1 – 0        | Canada |
| Jean-Pierre Papin 79' | goals        | |
| Henri Michel | bondscoach   | Tony Waiters |
| Joël Bats Manuel Amoros Patrick Battiston Maxime Bossis Thierry Tusseau Alain Giresse Jean Tigana Luis Fernandez Michel Platini Jean-Pierre Papin Dominique Rocheteau 70' | opstellingen | Paul Dolan Bob Lenarduzzi Randy Samuel Ian Bridge Bruce Wilson 82' Paul James Randy Ragan David Norman 55' Mike Sweeney Carl Valentine Igor Vrablic |
| Yannick Stopyra 70' | wissels      | 55' James Lowery 82' Branko Segota |